# Aguada (Kolumbia)
Aguada – miasto w Kolumbii, w departamencie Santander.